# 마울레투코투코
마울레투코투코(Ctenomys maulinus)는 투코투코과에 속하는 설치류의 일종이다. 아르헨티나와 칠레에서 발견되며, 여러 다른 종류의 서식지에서 산다. 흔하게 발견되는 종으로 국제 자연 보전 연맹(IUCN)은 보전 상태를 "관심대상종"으로 분류하고 있다. 일반명과 학명은 분포 지역인 칠레의 강 이름에서 유래한다.

## 특징
마울레투코투코는 중간 크기의 투코투코류로 2종의 아종, 마울리누스(C. m. maulinus)와 브룬네우스(C. m. brunneus)을 포함하고 있다. 마울리누스의 전체 몸길이는 275mm이고 브룬네우스는 305mm이다. 마울리누스는 연한 갈색을 균일하게 띠고, 꼬리도 유사한 색을 띠고 흰색 연필 또는 붓꼬리처럼 끝난다. 반면에 브룬네우스는 발과 꼬리 아랫 부분을 포함하여 더 강한 갈색을 띠고, 꼬리 끝 부분은 담황색-흰색이다.

## 분포 및 서식지
승명아종 마울리누스(C. m. maulinus)는 칠레 탈카 현에서 발견되는 반면에 브룬네우스(C. m. brunneus)는 칠레 마예코 현과 카우틴 현에서 발견되며, 해발 고도 1000m와 2000m 사이에서 서식한다. 좀더 최근에 아르헨티나 네우켄주와 리오네그로 주에서 발견되기도 했지만, 관찰된 종이 두 아종에 속하는 지는 명확하지 않다. 남부너도밤나무와 남양삼나무 산림과 화산 모래로 이루어진 토양의 개활지를 포함하는 특이한 서식지에서 서식한다. 분포 지역은 군거투코투코(Ctenomys sociabilis)의 분포 지역과 겹칠 수 있다.

## 생태
다른 투코투코류처럼, 마울레투코투코는 굴을 파는 설치류로 뿌리와 풀과 같은 식물을 먹는다. 2개의 굴을 파며, 굴 길이는 14~49m에 이른다. 일부 먹이는 추가로 굴을 파고, 특별한 방을 만들어 저장한다. 아르헨티나 네우켄주의 동굴에서 5000년 이상 거슬러 올라가는 올빼미 토사물이 발견되었고, 그 속에 마울레투코투코의 것으로 추정되는 피부 조각과 대형 투코투코 종의 뼈가 들어 있었다.

## 상태
마울레투코투코는 칠레와 아르헨티나에서 널리 분포하며, 해발 약 900m와 2000m 사이에서 발견된다. 현재, 몇몇 보호 지역에서 서식하며, 대형 전체 개체수를 유지하는 것으로 추정된다. 특별한 위협 요인이 없고 개체수 감소 추세가 천천히 진행되는 것으로 보여서 국제 자연 보전 연맹(IUCN)이 보전 등급을 "관심대상종"으로 분류하고 있다.